# Zachary Walker Hanson
Zachary Walker Hanson, mais conhecido como Zac Hanson (Arlington, Virginia, 22 de outubro de 1985) é um cantor, compositor, multi-instrumentista norte-americano. Músico precoce e autodidata, começou a tocar bateria ainda criança, despertando assim seu interesse para música. É integrante da banda Hanson, com a qual fez muito sucesso nos anos 1990, sendo lembrados até hoje pelo hit "MMMBop".
O músico é filho de Clarke Walker Hanson e Diana Frances Hanson e se casou em 3 de junho de 2006 com Kathryn Rebecca Tucker em Atlanta. O casal tem cinco filhos, John Ira Shepherd Hanson nascido em 27 de maio de 2008, Junia Rosa Ruth Hanson nascida em 15 de dezembro de 2010, George Abraham Walker Hanson, nascido em 17 de outubro de 2013, Mary Lucille Diana (06 de agosto de 2016) e Quincy Joseph Thoreau Hanson (7 de março de 2021), na cidade de Tulsa, Oklahoma, EUA. Zac e seus irmãos Taylor e Isaac seguem gravando e fazendo shows.